# 말라야 드류
말라야 드류(Malaya Drew, 1978년 2월 6일 ~ )는 미국의 배우, 연극 배우, 텔레비전 배우, 영화배우이다.
워싱턴 D.C.에서 태어났다.

## 방송
- 마얀스 MC 시즌2
- 라스베가스 1
- ER 시즌1